# King's Lynn

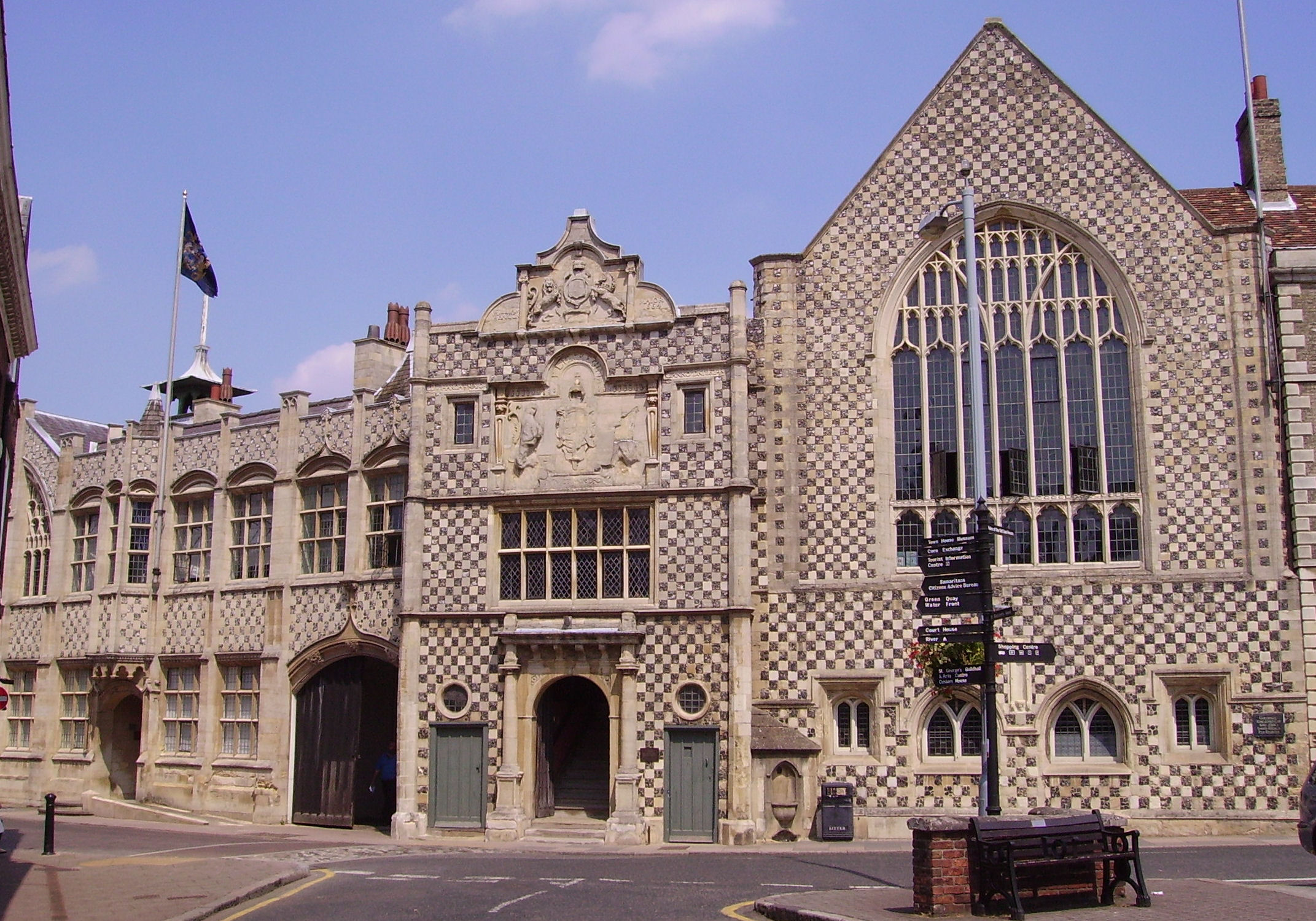
Radnice

King's Lynn je přístavní město v anglickém Norfolku. Ve své historii bylo nazýváno rovněž Bishop's Lynn a Lynn Regis. Místním obyvatelstvem je často užíváno jednoduché Lynn, což je keltský výraz pro jezero.
King's Lynn je třetím největším sídlem v Norfolku po městech Norwich a Great Yarmouth. Ve vzdálenosti 9,7 km severozápadně se nachází Sandringham House, norfolkská rezidence britské královské rodiny. King’s Lynn je znám coby rodiště kapitána Georga Vancouvera (22. června 1757 – 12. května 1798), důstojníka Královského námořnictva, který byl prvním novodobým objevitelem tichomořského pobřeží kanadské provincie Britská Kolumbie a amerických států Aljašky, Washingtonu a Oregonu, a rovněž jihozápadního pobřeží Austrálie. King’s Lynn je také místem první školní docházky Diany, princezny z Walesu.

## Historie

### Raná historie
Předpokládá se, že první osídlení na území King’s Lynnu lze datovat do doby před více než tisícem let. V každém případě dříve, než byl v roce 1101 založen biskupem Herbertem de Loginga kostel sv. Markéty. Zpráva o této události je první písemnou zmínkou o městě. To bylo původně nazýváno Llyn, dle brythonského (keltského) výrazu pro 'jezero'. Později získalo přídomek 'Bishop's', když bylo město ve 12. století statkem biskupa z Norwich.
Během 14. století se město stalo třetím přístavem Anglie a v době středověku bylo považováno za stejně důležité, jako Liverpool během průmyslové revoluce. Dodnes se zachovaly dvě skladové budovy Hanzovního spolku, jež sloužily od 15. do 17. století. Jsou jedinými pozůstatky stavitelství Hanzovního spolku v Anglii.
Když Jindřich VIII v roce 1538 rušil anglické kláštery, stalo se město a statek královským majetkem. Následkem bylo přejmenování na King’s Lynn a Lynn Regis. Město začalo prosperovat od 17. století díky vývozu pšenice; architektonicky cenná a nevšední budova celnice z roku 1683 je dílem místního architekta Henryho Bella. Roku 1708 byli v King’s Lynnu usvědčeni 11letá dívka a její 7letý bratr z krádeže bochníku chleba, za což byli odsouzeni k smrti oběšením. Rozsudek byl vykonán veřejně na městské Jižní bráně pro výstrahu ostatním. V době, kdy došlo k této události, byl členem parlamentu za King’s Lynn Sir Robert Walpole, jenž se v roce 1721 stal prvním britským premiérem.

### Novověk
Po období prosperity však město začalo upadat a z letargie jej vyvedl až poměrně pozdní příchod železnice v roce 1847, jejíž provoz zajišťovala především společnost Great Eastern Railway (později London and North Eastern Railway) se svými předchůdci, a rovněž společnost Midland and Great Northern Joint Railway, jež měla své ředitelství ve městě v Austin Street a důležité nádraží South Lynn (již zrušené), které bylo zároveň operační kontrolní centrála. King’s Lynn byl jedním z prvních britských měst bombardovaných ze vzduchu Zeppelinem v roce 1915. Savageovy ocelárny (Savage's Iron Works), kde se vyráběly součásti letadel, byly cílem útoku. Město drží v rámci Spojeného království také prvenství v zavedení veřejného kamerového systému.

### Poválečný vývoj
Po druhé světové válce byl King’s Lynn určen jako město sloužící k rozvoji Londýna (London Expansion Town), což vedlo téměř ke zdvojnásobení místní populace o přistěhovalce z hlavního města.
V roce 2006 se King’s Lynn stal za Velkou Británii prvním členem Die Hanse – moderní obdoby Hanzovního spolku.

## Osobnosti města
- Robert Walpole (1676 – 1745), britský státník, de facto první britský předseda vlády
- Fanny Burney (1752 – 1840), anglická spisovatelka
- George Vancouver (1757 – 1798), důstojník Královského námořnictva a námořní výzkumník
- Roger Taylor (* 1949), britský hudebník, člen skupiny Queen
- Stephen Fry (* 1957), herec, režisér a spisovatel
- Gerry Conway (* 1947), anglický rockový bubeník, bývalý člen skupiny Jethro Tull
- Princezna Diana (1961 – 1997), první manželka následníka britského trůnu prince Charlese a matka jeho dvou synů
- George Russell (* 1998), britský automobilový závodník, jezdec Formule 1

## Partnerská města
- Emmerich am Rhein, Německo
- Jičín, Česko
- Mladá Boleslav, Česko